# Голуховице (Малопольское воеводство)

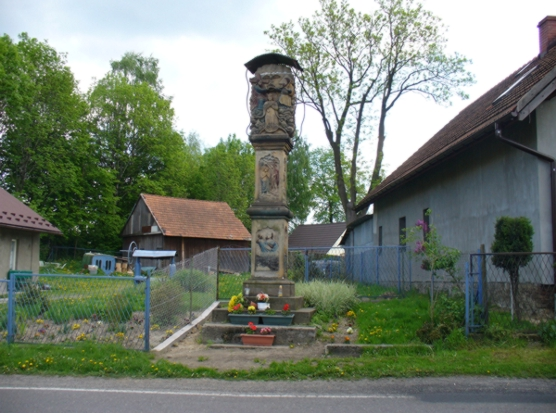

Голухови́це (пол. Gołuchowice) — село в Польше в сельской гмине Скавина Краковского повета Малопольского воеводства.

## География
Село располагается в 6 км от административного центра гмины города Скавина и в 17 км от административного центра воеводства города Краков.
В 1975—1998 годах село входило в состав Краковского воеводства.

## Население
По состоянию на 2013 год в селе проживало 468 человека.
| 2008 | 2013 |
| ---- | ---- |
| 486  | 468  |

| Перепись  | Всего   | Всего | Женщины | Женщины | Мужчины | Мужчины |
| --------- | ------- | ----- | ------- | ------- | ------- | ------- |
| Единицы   | человек | %     | человек | %       | человек | %       |
| Население | 468     | 100   | 243     | 51,98   | 225     | 48,02   |